# Seznam chráněných území v okrese Nové Mesto nad Váhom
Toto je seznam chráněných území v okrese Nové Mesto nad Váhom aktuální k roku 2015, ve kterém jsou uvedena chráněná území v oblasti okresu Nové Mesto nad Váhom.
| Kód  | Obrázek                                      | Typ | Název                   | Rozloha (ha) | Galerie Commons                                                 | Popis území | Souřadnice                             |
| ---- | -------------------------------------------- | --- | ----------------------- | ------------ | --------------------------------------------------------------- | --- | -------------------------------------- |
| 897  |                                              | PP  | Baricovie lúky          | 1,6247       |                                                                 | |                                        |
| 152  | Beckovská skalka                             | PP  | Beckovská skalka        | 0,3889       |                                                                 | | 48°46′20″ s. š., 17°53′36″ v. d.       |
| 7    | Beckovsky hrad ruiny                         | PP  | Beckovské hradné bralo  | 1,4504       | Kategorie „Beckov Castle“ na Wikimedia Commons                  | | 48°47′27″ s. š., 17°53′54″ v. d.       |
| 1129 |                                              | PR  | Beckovské Skalice       | 29,5481      |                                                                 | | 48°46′31″ s. š., 17°53′38″ v. d.       |
| 879  |                                              | PP  | Bestinné                | 1,2900       |                                                                 | |                                        |
| 884  |                                              | PP  | Blažejová               | 2,1613       |                                                                 | |                                        |
| 14   |                                              | PP  | Borotová                | 1,4800       |                                                                 | |                                        |
| 16   |                                              | PP  | Brehové porasty Dubovej | 16,83        |                                                                 | |                                        |
| 1054 |                                              | PP  | Cetuna                  | 0,2869       |                                                                 | |                                        |
| 19   |                                              | NPP | Čachtická jeskyně       | —            |                                                                 | | 48°44′4″ s. š., 17°47′3″ v. d.         |
| 1265 |                                              | CHA | Čachtické Karpaty       | 703,51       |                                                                 | | 48°42′16″ s. š., 17°44′1″ v. d.        |
| 787  |                                              | PP  | Grúň                    | 16,0100      |                                                                 | |                                        |
| 42   |                                              | PR  | Hájnica                 | 2,2283       |                                                                 | |                                        |
| 43   | Haluzicka tiesnava                           | PP  | Haluzická tiesňava      | 3,5000       | Kategorie „Haluzická tiesňava“ na Wikimedia Commons             | | 48°49′16,97″ s. š., 17°52′15,38″ v. d. |
| 64   |                                              | NPR | Javorníček              | 15,0600      |                                                                 | Ochrana zachovalých sutinových lesů a vápencových soutěsek v Povážském Inovci s bohatou flórou i faunou, významnou zastoupením severských i teplomilných prvků na vědeckovýzkumná a naučné cíle | 48°40′35″ s. š., 17°56′40″ v. d.       |
| 75   |                                              | PR  | Kňaží vrch              | 150,9400     |                                                                 | | 48°39′38,77″ s. š., 17°55′51,35″ v. d. |
| 76   |                                              | PR  | Kobela                  | 6,0375       |                                                                 | |                                        |
| 784  |                                              | PP  | Kohútová                | 4,5150       |                                                                 | |                                        |
| 1122 |                                              | PP  | Lopeníček               | 0,2539       |                                                                 | |                                        |
| 109  |                                              | PP  | Mokvavý prameň          | 2,0989       |                                                                 | | 48°38′44,38″ s. š., 17°58′35,44″ v. d. |
| 1123 |                                              | PP  | Mravcové                | 0,8163       |                                                                 | |                                        |
| 116  |                                              | PP  | Obtočník Váhu           | 1,3900       |                                                                 | | 48°42′37,98″ s. š., 17°53′14,1″ v. d.  |
| 1175 |                                              | CHA | Pavúkov jarok           | 22,4874      |                                                                 | |                                        |
| 142  |                                              | PR  | Preliačina              | 35,8700      |                                                                 | |                                        |
| 144  | Kostel v Hrádku stojící na pseudoterase Váhu | PP  | Pseudoterasa Váhu       | 11,8263      |                                                                 | | 48°42′24″ s. š., 17°53′34″ v. d.       |
| 163  |                                              | PR  | Sychrov                 | 0,4800       |                                                                 | |                                        |
| 164  |                                              | PP  | Šašnatá                 | 0,1971       |                                                                 | |                                        |
| 820  |                                              | PR  | Švibov                  | 3,4200       |                                                                 | | 48°39′7″ s. š., 17°59′18″ v. d.        |
| 169  |                                              | NPR | Tematínska lesostep     | 59,6700      |                                                                 | | 48°40′50″ s. š., 17°54′16″ v. d.       |
| 179  |                                              | PR  | Turecký vrch            | 30,4200      |                                                                 | |                                        |
| 182  | hřeben Velké Javořiny s vysílačem            | PR  | Velká Javořina          | 82,9800      | Kategorie „Veľká Javorina (Biele Karpaty)“ na Wikimedia Commons | | 48°51′28″ s. š., 17°40′32″ v. d.       |
| 192  |                                              | PR  | Záhradská               | 1,2823       |                                                                 | |                                        |

## Zrušená chráněná území
| Kód | Obrázek                | Typ | Název                    | Rozloha (ha) | Galerie Commons                                            | Popis území                                                                                              | Souřadnice                             |
| --- | ---------------------- | --- | ------------------------ | ------------ | ---------------------------------------------------------- | --- | -------------------------------------- |
| 800 |                        | PR  | Dubový vŕšok             | 6,2400       |                                                            | | 48°39′2″ s. š., 17°58′54″ v. d.        |
| 130 | Plešivec               | PR  | Plešivec                 | 53,0000      | Kategorie „Plešivec (nature reserve)“ na Wikimedia Commons | | 48°42′26″ s. š., 17°44′30″ v. d.       |
| 20  | Čachtice,_hrad_z_údolí | NPR | Čachtický hradný vrch    | 56,1700      | Kategorie „Čachtice Castle“ na Wikimedia Commons           | | 48°43′28,24″ s. š., 17°45′37,62″ v. d. |
| 930 |                        | CHA | Častkovský park          | 3,72         |                                                            | Chráněné území bylo vyhlášeno roku 1985 a k 15. lednu 2010 bylo zrušeno pro absenci přírodních hodnot.   |                                        |
| 940 |                        | CHA | Kočovský park            | 3,84         |                                                            | Chráněné území bylo vyhlášeno roku 1985 a k 1. červenci 2009 bylo zrušeno pro absenci přírodních hodnot. |                                        |
| 92  |                        | CHA | Lipový sad               | 1,00         |                                                            | Chráněné území bylo vyhlášeno roku 1983 a k 1. červenci 2009 bylo zrušeno pro absenci přírodních hodnot. |                                        |
| 987 |                        | CHA | Zemianskopodhradský park | 3,22         |                                                            | Chráněné území bylo vyhlášeno roku 1984 a k 1. březnu 2009 bylo zrušeno pro absenci přírodních hodnot.   |                                        |